# Asalto a Brécourt Manor
El asalto a Brécourt Manor fue una de las acciones más valiosas acometida el Día D por soldados norteamericanos. En ella, además de inutilizar 4 cañones que bombardeaban a las tropas aliadas que desembarcaban la zona conocida como Playa de Utah, fueron encontrados unos planos que indicaban la posición de la mayoría de cañones alemanes por toda Normandía, facilitando su destrucción y aliviando la situación en las playas.
El asalto fue planeado y ejecutado de forma tan brillante que aún actualmente se estudia en la Academia Militar de West Point como ejemplo de asalto a una posición artillada. 

## Previo al asalto
El asalto al solar de Brécourt fue llevado a cabo por soldados de la Compañía Easy, del 506.º Regimiento de la 101.ª División Aerotransportada. El Día D, debido al caos generado por los ataques de los antiaéreos alemanes, los paracaidistas aliados fueron esparcidos a lo largo de Normandía, quedando la mayoría de ellos muy alejados de sus objetivos y de sus unidades. En concreto, el teniente Winters quedó aislado junto a un soldado de otra compañía, el soldado John Hall, compañía A, hasta que pudo reunirse con algunos hombres de su compañía (quienes a su vez se habían encontrado con soldados de la 82.ª División Aerotransportada, que debían haber saltado muy lejos de aquella zona). 
Los soldados de la Compañía Easy se fueron reuniendo hasta alcanzar la veintena de hombres, contando 2 oficiales (los tenientes Winters y Compton). Aunque no había noticias del comandante de la Compañía (teniente Thomas Meehan III), el coronel Robert Sink ordena a Winters que dirija a todos los miembros que había conseguido reunir de la Compañía Easy en la destrucción de unos cañones de 88 mm (resultaron ser de 105 mm). Además de este error en el calibre de los cañones, la inteligencia norteamericana no logró precisar el número de soldados enemigos que guardaban dichos cañones. Por este motivo, el teniente Winters queda como comandante de la Compañía hasta el regreso del teniente Meehan, cosa que nunca ocurrió pues este había muerto antes de saltar del avión C-47 que lo transportaba, por lo que Winters quedó al mando de la Compañía hasta su ascenso.
El soldado Hall, de la Compañía A, quien había estado junto al teniente Winters desde que ambos aterrizaron en Normandía, se unió al grupo, puesto que aún no había encontrado a su unidad. Aunque a los miembros de la Compañía Easy no les hizo mucha gracia, Winters aceptó que fuera con ellos, considerando que cualquier soldado era importante teniendo en cuenta el reducido número que había logrado hasta ese momento reunirse en el puesto de mando.

## Táctica
Cuando los soldados de la Compañía Easy llegaron al lugar del asalto, el sargento Lipton y el teniente Winters avistaron los cañones, rodeados por una serie de trincheras para su mejor defensa, y se decidió la táctica. El grupo se dividiría en 3: el teniente Compton asaltaría la trinchera por un lado junto a 2 soldados, el sargento Lipton abriría fuego de cobertura desde otro lateral junto al soldado Mike Ranney, mientras que el teniente Winters asaltaría por un tercer lugar junto al resto de hombres.

## El asalto
Aunque en un principio el asalto tuvo éxito, el hombre encargado de portar los explosivos para inutilizar los cañones, el sargento Lipton, quedó aislado en medio de un fuego cruzado junto al soldado Ranney. Los paracaidistas estadounidenses no sufrieron bajas en el asalto, tan solo un herido: el soldado Wynn fue alcanzado en un glúteo, aunque pudo volver al puesto de mando por sí mismo arrastrándose por la hierba para no volver a ser alcanzado por el fuego enemigo; el soldado Wynn no paraba de repetir al teniente Winters que sentía haberle fallado, cosa que el teniente nunca olvidó. El soldado Hall (compañía A) llevaba dinamita consigo, por lo que pudieron inutilizar los cañones de 105 mm antes de que el sargento Lipton lograra llegar a las trincheras. Mientras cruzaban de trinchera en trinchera, el teniente Winters encontró unos planos, que resultaron ser los mapas con las posiciones de los cañones alemanes por toda Normandía, y que remitió a la inteligencia estadounidense al finalizar el asalto.
Antes de poder tomar el último de los cañones, apareció el teniente Speirs, Comandante de la Compañía D, con algunos soldados de su compañía a los que había podido reunir y asaltaron el último cañón. Según cuentan algunos soldados de la Easy, como Donald Malarkey quien fue testigo presencial, el teniente Speirs quedó solo en el asalto del último cañón, pues los alemanes abatieron a todos sus hombres. A pesar de ello, Speirs logró hacerse con el control del cañón, creando en torno a sí mismo una leyenda como soldado imparable y valeroso (previamente se había creado fama de asesino, al no desmentir unos rumores que surgieron en torno a su persona y que lo culpaban de asesinar a unos soldados alemanes que se habían rendido).
Una vez fueron inutilizados los cañones, los soldados estadounidenses abandonaron el lugar para dirigirse hacia el centro de mando, con la única baja del soldado Hall (Compañía A) y los hombres de la compañía D que murieron asaltando el último cañón, aparte del soldado Wynn, quien solo resultó herido. El asalto había tenido éxito, pues los 4 cañones fueron destruidos.

## Condecoraciones
Por el éxito en el asalto a Brécourt Manor fueron concedidas las siguientes medallas:
| Medalla                         | Recibida por |
| ------------------------------- | --- |
| Estrella de Bronce              | Walter Hendrix Donald Malarkey John Plesa Joseph Toey Carwood Lipton Cleveland Petty Myron "Mike" Ranney Robert "Popeye" Wynn |
| Estrella de Plata               | Lynn "Buck" Compton Bill Guarnere Gerald Lorraine                                                                             |
| Cruz por Servicios Distinguidos | Richard D. Winters |

## Controversia
Por estos hechos, el teniente Winters fue recomendado para la Medalla de Honor, la máxima condecoración que otorgan las Fuerzas Armadas de los Estados Unidos. Pero debido a una regla no escrita que indica que no se concede más de una medalla de honor por división y campaña, el teniente Winters tuvo que conformarse con la Cruz por Servicios Distinguidos, la segunda máxima distinción, solo por debajo de la Medalla de Honor. Se debió a que, en la batalla de Normandía participó el teniente coronel Robert G. Cole, del 506.º Regimiento de Infantería de Paracaidistas de la 101.ª División Aerotransportada, el cual fue propuesto para la Medalla de Honor por la campaña de Normandía. Finalmente, decidieron concedérsela a Cole, en lugar de a Winters. A pesar de que Winters trató que le restauraran la recomendación de la Medalla de Honor, nunca tuvo éxito. En la actualidad, se puede encontrar una página web dedicada a recoger firmas pidiendo que se otorgue a Richard Winters la Medalla de Honor por su valentía y coraje en la toma de los cañones de Brécourt Manor.

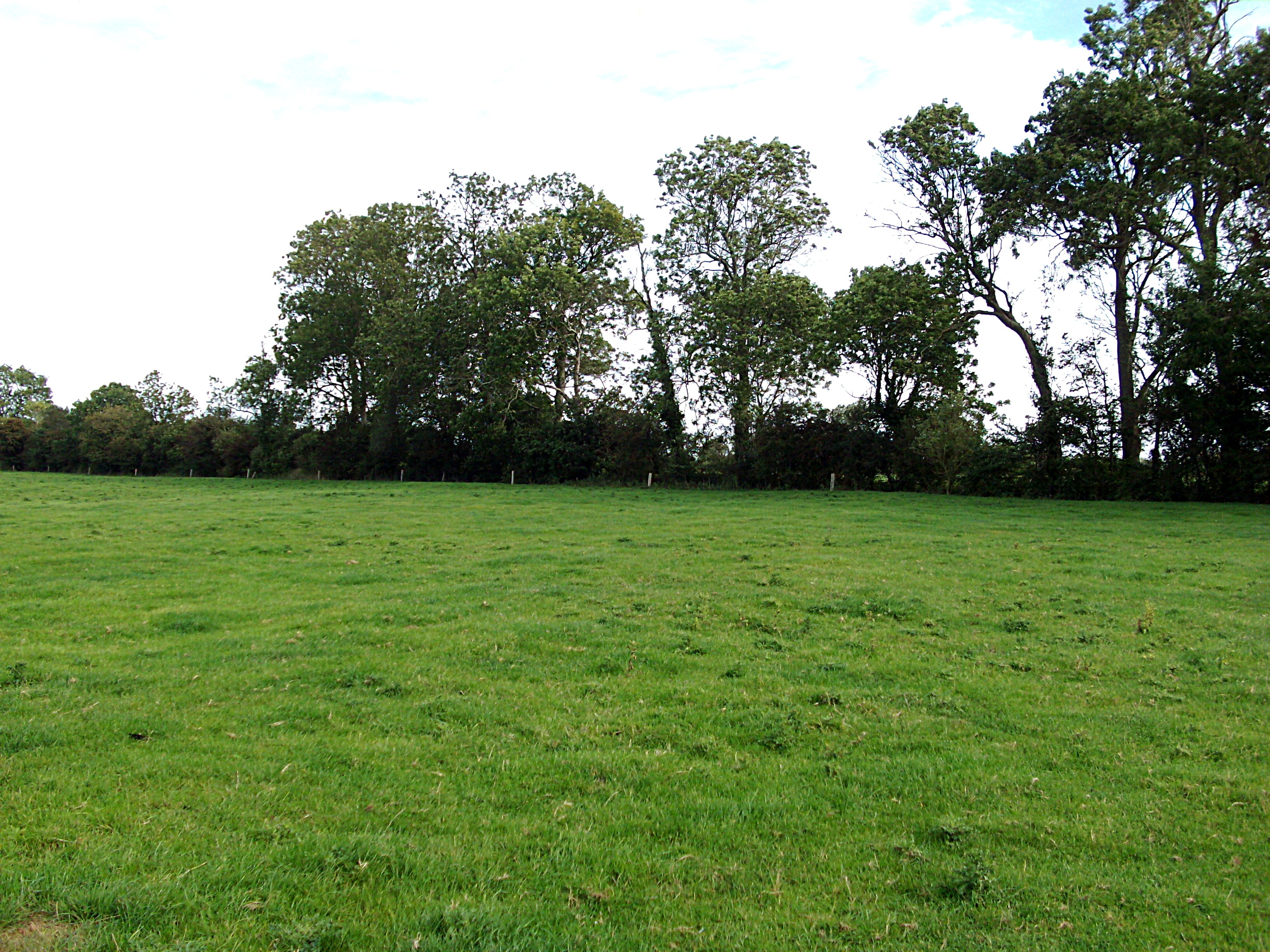
Brécourt Manor en 2010